# 영인본

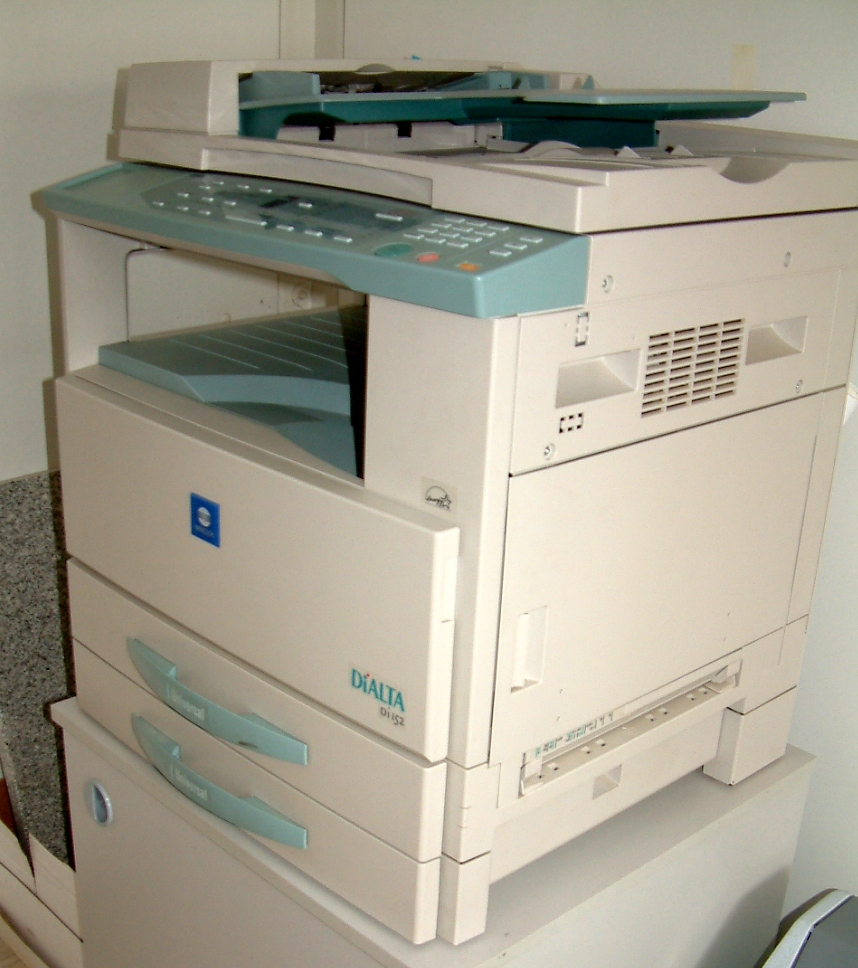

영인본(影印本)이란 원본(原本;底本)을 사진 촬영해, 그것을 원판으로 하여 과학적 방법으로 복제한 책을 말하며 경인본(景印本)이라고도 한다. 저본(底本)이 쓰인 당시의 그림이나 문자를 그대로 참조할 수가 있고, 복제에 의한 새로운 오식(誤植)이나 개서(改書)가 생길 우려가 없기 때문에, 연구용 자료로 사용된다.
원래는 중국의 인쇄 용어였으나 영인본 출간이 활발해짐에 따라 일반적으로 통용되고 있다. 원본의 문자 모형을 정확하게 대량으로 다시 만들 수 있어 영사(影寫), 복각(覆刻)보다 우수한 근대적 복제 방법이다. 희소한 고서(古書)를 학술 연구용으로 복제하기 위해서 상하이의 상무인서관(商務印書館)이 1919년부터 도입하였으며 한국에서도 이 방식이 차츰 보급되었다.
영인본에는 주로 콜로타이프(collotype) 인쇄와 오프셋 인쇄(offset printing)를 사용한다. 전자는 정교한 완성품이 돋보이며, 후자는 값이 저렴한 장점이 있다. 현재는 오프셋 인쇄를 많이 사용한다. 그 밖에도 사진동판(寫眞銅版), 사진석판(寫眞石版)을 사용하기도 한다.